# Mook E
Danny Niv (דני ניב, en hebreo), nacido el 2 de marzo de 1975 en Rishon LeZion, (Israel), conocido también como Mook E e incluso Muki D (מוקי) es cantautor, rapero e instrumentista procedente de Israel. Comenzó su carrera como líder del grupo Shabak Samech entre 1992 y 2000, y otra vez desde el 2007. En Shabak Samech, se le dio el apodo de Muki D, por su parecido en la voz a Mike D de Beastie Boys.

## Biografía
Nacido bajo Daniel 'Neyburger, (דניאל נייבורגר), Muki estalló en la escena musical a la edad de 17 años, cuando formó la banda de Hip Hop Shabak Samech con un grupo de amigos. La banda tuvo éxito entre los jóvenes israelíes y vendió miles de discos. Estuvo activa desde 1992 hasta 2000, y publicado tres álbumes de estudio y un álbum en vivo. La banda se reunió en 2007 grabar su nuevo álbum ya que desde 2001 estaba separada.

## Política
Mook E es uno de los artistas considerados cercanos a la "extrema izquierda" y críticos con los colonos judíos. En 2005 Muki expresó su apoyo al plan de retirada y aseguró que los colonos tenían "intereses especiales y oscuros" en una entrevista de la revista, "Rose". En la publicación de la Unión de Estudiantes de la Universidad de Tel Aviv , dijo: Estos bastardos, este grupo de extremistas que amenazan con la violencia nos acercan a una guerra civil.

## Discografía

### En solitario
- Shma Israel (שמע ישראל, Escucha Israel) (2001)
- Okef Mi'Lemala (עוקף מלמעלה, Viniendo de arriba) (2005)
- Be'emet ve Mikarov (באמת ומקרוב, Cercano y personal) (2008)

### Shabak Samech
- Shabak (שבק, Shabak) (1995)
- Be'atifa shel Mamatak (בעטיפה של ממתק, En un envoltorio de caramelo) (1997)
- Shabak Be'hofa'a (שב"ק ס' בהופעה 20.2.1998, Shabak live) (1998)
- C'naan 2000 (כנען 2000, Kna'an 2000) (2000)
- Boom Carnival (בום קרנבל, Boom Carnival) (2008)